# 広江駅
広江駅（ひろええき）は、現在の岐阜県岐阜市加納南広江町に存在した、名古屋鉄道名古屋本線の駅である。

## 歴史
美濃電気鉄道笠松線（現在の名古屋鉄道名古屋本線の一部）の始発駅として開業した。新岐阜駅（現在の名鉄岐阜駅）が開業した後も、特急、急行も停車する駅であった。
1958年（昭和33年）に名鉄一宮駅方の安良田町駅（1944年（昭和19年）営業休止）が加納駅として営業を再開。加納駅は急行停車駅として設備を一新して再開業したため、広江駅は普通列車のみが停車する駅へ格下げとなった。以降は、一部の普通も通過設定があった。
- 1914年（大正3年）
  - 6月2日 - 美濃電気軌道笠松線の始発駅として開業。
  - 12月26日 - 当駅 - 新岐阜駅間が開業。
- 1930年（昭和5年）
  - 8月20日 - 美濃電気軌道が名古屋鉄道（初代）に買収され合併。名古屋鉄道（初代）笠松線の所属駅となる。
  - 9月5日 - 名古屋鉄道（初代）が名岐鉄道と改称。名岐鉄道笠松線の所属駅となる。
- 1935年（昭和10年）
  - 4月29日 - 須ヶ口駅 - 新岐阜駅間が名岐線となったため、所属線が名岐線となる。
  - 8月1日 - 名岐鉄道が名古屋鉄道（2代・現在）と改称。名古屋鉄道名岐線の所属駅となる。
- 1948年（昭和23年）5月16日 - 豊橋駅 - 新岐阜駅間が名古屋本線となったため、所属線が名古屋本線となる。
- 1958年（昭和33年）1月10日 - 安良田町駅が加納駅として営業再開。当駅は普通列車のみの停車となる（#概況を参照）。
- 1968年（昭和43年）1月7日 - 廃止。

## 駅構造
道路を挟んだ千鳥配置の相対式2面2線ホームで、ホーム長は2両分であった。

## 現在
下り側のプラットホーム跡は残骸が残っている。上り側には小さな駅舎が存在したが、現在は撤去され、その跡には信号機器箱などが設置されている。

## 隣の駅
美濃電気軌道
笠松線（開業時）
安良田町駅 - 広江駅
笠松線（1914年12月26日・当駅 - 新岐阜間開業）
安良田町駅 - 広江駅 - 加納駅（初代）
名古屋鉄道
名岐線（1942年4月1日・この日までに加納駅廃止）
安良田町駅 - 広江駅 - 新岐阜駅
名岐線（1944年・安良田町駅が営業休止）
茶所駅  - 広江駅 - 新岐阜駅
名古屋本線（1958年1月10日・安良田町駅が加納駅として営業再開後、以降廃止まで）
加納駅（2代） - 広江駅 - 新岐阜駅
※ 初代の加納駅は新岐阜駅方にあった。現在（2代目）の加納駅は名鉄一宮駅方にある安良田町駅が営業再開したもの。新岐阜駅は当駅廃止後に名鉄岐阜駅となっている。